# Athletic Club de Madrid 1913-1914
Questa voce raccoglie le informazioni riguardanti l'Athletic Club de Madrid, antico nome del Club Atlético de Madrid, nelle competizioni ufficiali della stagione 1913-1914.

## Stagione
Nella stagione 1913-1914 i colchoneros arrivano secondi nel campionato Regional de Madrid a tre punti dalla RS Gimnástica. Non partecipa alla Coppa del Re.

## Maglie e sponsor
| Manica sinistra · Manica sinistra · Maglietta · Maglietta · Manica destra · Manica destra · Pantaloncini · Calzettoni |

## Rosa
Rosa e ruoli dell'Athletic Club de Madrid nella stagione 1913-14
| N. |                   | Ruolo | Calciatore               |
| -- | ----------------- | ----- | ------------------------ |
| -  | Spagna (bandiera) | P     | José Maria Irazusta      |
| -  | Spagna (bandiera) | D     | Alejandro Smith          |
| -  | Spagna (bandiera) | D     | Roque Allende            |
| -  | Spagna (bandiera) | D     | Joaquín Pérez            |
| -  | Spagna (bandiera) | C     | Pedro Muguruza           |
| -  | Spagna (bandiera) | C     | Pedro Mandiola           |
| -  | Spagna (bandiera) | C     | Julio Bernaldo de Quirós |
| -  | Spagna (bandiera) | C     | Adolfo Álvarez-Buylla    |

| N. |                      | Ruolo | Calciatore           |
| -- | -------------------- | ----- | -------------------- |
| -  | Spagna (bandiera)    | C     | Celso Arango         |
| -  | Spagna (bandiera)    | C     | Luis Goñi            |
| -  | Spagna (bandiera)    | A     | Manolón Garnica      |
| -  | Spagna (bandiera)    | A     | Saturnino Villaverde |
| -  | Spagna (bandiera)    | A     | Manuel Belaunde      |
| -  | Spagna (bandiera)    | A     | Martín Axpe          |
| -  | Spagna (bandiera)    | A     | Luís Belaunde        |
| -  | Filippine (bandiera) | A     | Emiliano Zuloaga     |

## Statistiche

### Statistiche di squadra
| Competizione         | Punti | Totale | Totale | Totale | Totale | Totale | Totale | DR |
| Competizione         | Punti | G      | V      | N      | P      | Gf     | Gs     | DR |
| -------------------- | ----- | ------ | ------ | ------ | ------ | ------ | ------ | -- |
| Campionato Regionale | 3     | 4      | 1      | 1      | 2      | 3      | 4      | -1 |
| Totale               | 3     | 4      | 1      | 1      | 2      | 3      | 4      | -1 |